# Силбер Хил (Мериленд)
Силбер Хил (енгл. Silver Hill) насељено је место без административног статуса у америчкој савезној држави Мериленд.

## Демографија
По попису из 2010. године број становника је 5.950.
| Група             | 2000.    | 2010.         |
| Белци             | 0 (0,0%) | 167 (2,8%)    |
| Афроамериканци    | 0 (0,0%) | 5.442 (91,5%) |
| Азијати           | 0 (0,0%) | 42 (0,7%)     |
| Хиспаноамериканци | 0 (0,0%) | 218 (3,7%)    |
| Укупно            | 0        | 5.950         |